# Ancistrocerus arcanus
Ancistrocerus arcanus är en stekelart som beskrevs av Giordani Soika 1993. Ancistrocerus arcanus ingår i släktet murargetingar, och familjen Eumenidae. Inga underarter finns listade i Catalogue of Life.